# Saint-Martin-d’Arrossa
Saint-Martin-d’Arrossa – miejscowość i gmina we Francji, w regionie Nowa Akwitania, w departamencie Pireneje Atlantyckie.
Według danych na rok 1990 gminę zamieszkiwało 415 osób, a gęstość zaludnienia wynosiła 23 osób/km² (wśród 2290 gmin Akwitanii Saint-Martin-d’Arrossa plasuje się na 778. miejscu pod względem liczby ludności, natomiast pod względem powierzchni na miejscu 613.).